# Hands Up Forever
Hands Up Forever ist das zweite Studioalbum des deutschen DJs Manian. Es besteht aus vier CDs und wurde am 15. Februar 2013 veröffentlicht.

## Hintergrund
Manian kündigte am 23. November 2012 im Outro des Musikvideos zur Single Hands Up Forever das Album für Februar 2013 an. Manian produzierte, schrieb und komponierte die Lieder überwiegend selber. Die Gastmusiker wurden nicht immer erwähnt. Das Album wurde über das Plattenlabel Kontor Records und sein und Yanous eigenes Label Zooland Records veröffentlicht.

### Beschreibung der CDs
(Quelle:)
erste CD (↓ Titelliste)
Die erste CD trägt den Titel The Album und besteht ausschließlich aus neuen oder als Ankündigung dienenden Liedern. Überwiegend wurden die Originalversionen verwendet, wobei fünf Lieder in Form eines Remixes vorhanden sind.
zweite CD (↓ Titelliste)
CD Nummer 2 trägt den Namen The Album - Remixed und enthält alle Songs der ersten CD in Remix-Form. DJs, die die Songs gemixt haben, waren unter anderem die ItaloBrothers, die Basslovers United, DJ Gollum oder Crystal Lake. Die Titel sind teilweise mehrmals in verschiedener Remix-Form zu finden.
dritte CD (↓ Titelliste)
Die dritte CD trägt den Namen Manian DJ-Mix und besteht aus einem DJ-Mix der die Länge einer Stunde beträgt, der in Download-Portalen wie Amazon oder iTunes nur als Einzelträck verfügbar ist. Die ausgewählten Songs entsprechen deutlich dem Genre Hands-Up, dementsprechend wurden Lieder, die im Original einem anderen Genre entsprechen, in Form eines Hand-Up-Remix verwendet. Beispiele dafür sind der Pop-Song Do It All Night von Darius & Finlay und Nicco, den der DJ Dan Winter im Hands-Up-Stil geremixt hat.
Die Songs der CD sind ausschließlich innerhalb der letzten 6 Jahre aufgenommen worden.
vierte CD (↓ Titelliste)
CD Nummer vier trägt den Titel Manian Retro DJ-Mix und besteht ebenfalls aus einem einstündigen DJ-Mix, der in Download-Portalen wie Amazon oder iTunes nur als Einzeltrack verfügbar ist. Auch hier wurden typische Hands-Up-Lieder verwendet. Allerdings sind diese Titel deutlich älter als die der dritten CD und stammen überwiegend von Manians Nebenprojekten wie Manyou oder Tune Up!.

## Rezeption
Bereits nach einer Woche stieg das Album in die deutschen und österreichischen Album-Charts ein, wo es Platz 90 und Platz 52 der Hitparade erreichte. Auch die Single-Auskopplungen erreichten Chartplatzierungen. Den größten Erfolg stellt das Lied Don't Stop the Dancing mit Einstiegen in mehreren europäischen Ländern dar.

## Singles
- Als erste Single-Auskopplung erschien am 23. November 2012 die Single Hands Up Forever als Ankündigung fürs neue Album. Das offizielle Musikvideo erschien ebenfalls am 23. November 2012. Der Song konnte keine Chartplatzierungen erreichen.

- Die zweite Single-Auskopplung war Don't Stop the Dancing. Sie wurde mit dem deutschen Rapper Carlprit und der Sängerin Elly aufgenommen. Diese Single ist neben Welcome to the Club seine erfolgreichste. Sie erreichte Platz 48 in Österreich und Rang 55 in der Schweiz. Das dazugehörige Video erschien parallel zur Single-Veröffentlichung auf YouTube.

- I'm in Love with the DJ ist der Titel der dritten Single-Auskopplung und erschien gemeinsam mit der Single am 1. Februar 2013. Manian nahm diese mit dem Rapper Nicci auf, der bereits bei seinem Projekt Cascada mitwirkte. Auch dieses Video erschien am selben Tag der Single-Veröffentlichung.

- Der Song Tonight wurde als vierte Single-Auskopplung ausgewählt und erschien am 24. Mai 2013. Bei dieser Single wirkte auch der US-amerikanische Sänger und Rapper Nicco mit. Das offizielle Musikvideo wurde im Mai 2013 auf den YouTube-Account von Kontor Records hochgeladen. Die offizielle Version von Tonight wurde von R.I.O. einem weiteren Projekt von Manian und Yanou gemixt. Es erschienen auch Hands-Up Versionen von Alex Megane und Manox auf der Single.

- Just Another Night erschien als letzte Single. Der Titel wurde in Zusammenarbeit dem DJ und Produzenten Floorfilla aufgenommen. Die männlichen Vocals sowie Teile der Melodie basieren auf dem Track Anthem 4 von Floorfilla allein. Aufgrund dessen wurde der Originaltitel in Klammern auf der Single angegeben. Die Single erschien am 28. Juni 2013. Ein Musikvideo erschien lange Zeit nicht. Kurz nach der Veröffentlichung der Nachfolger-Single wurde das Musikvideo von Hooland Records veröffentlicht.

## Titelliste

### CD 1
1. Manian – Hands Up Forever
2. Manian feat. Carlprit – Don’t Stop The Dancing
3. Manian & Tune Up! – Party Nonstop
4. Manian & Floorfilla – Just Another Night [Anthem 4]
5. Manian – Bite My Tongue (King & White Remix)
6. Manian & Nicco - Tonight (R.I.O. Remix)
7. Manian & Jorg Schmid – Speed Of Light
8. Manian – Burn Down The House
9. Manian & Ryan T. vs. Partytrooperz – Awesome In A Box
10. Manian feat. Nicci – I’m In Love With The DJ
11. Manian – Don’t Wake Me Up
12. Manian & Ryan T. vs. Super G. & Kevin Dee! – Feel Free
13. Manian – Saturday Night
14. Manian – Taking Off
15. Manian vs. Crystal Lake – F.A.Q. (Manian Remix)
16. Manian & Lance – Cold As Ice (Empyre One Remix)
17. Manian – Toca Me (Dan Winter Remix)

### CD 2
1. Manian feat. Carlprit - Don’t Stop The Dancing (Rob & Chris Remix)
2. Manian – I’m In Love With The DJ (David May Remix)
3. Manian & Floorfilla – Just Another Night [Anthem 4] (Brooklyn Bounce Remix)
4. Manian & Nicco - Tonight (Alex Megane New Dance Remix)
5. Manian – Hands Up Forever (Giorno’s G! Remix)
6. Manian – Saturday Night (ItaloBrothers Remix)
7. Manian feat. Carlprit – Don’t Stop The Dancing (Pulsedriver’s Oldschool Flavour Remix)
8. Manian – Hands Up Forever (Black Toys Remix)
9. Manian & Floorfilla – Just Another Night [Anthem 4] (Floorfilla Remix)
10. Manian & Tune Up! – Party Nonstop (DJ Gollum Remix)
11. Manian – I’m In Love With The DJ (Basslovers United Remix)
12. Manian – Burn Down The House (Crystal Lake Remix)
13. Manian & Floorfilla - I'm In Love With The DJ (Money G Remix)
14. Manian – Bite My Tongue (RainDropz! Remix)
15. Manian feat. Carlprit – Don’t Stop The Dancing (Ronny Bibow’s Well Known Retro Style Remix)
16. Manian & Ryan T. vs. Super G. & Kevin Dee! – Feel Free (Whirlmond Remix)
17. Manian & Jorg Schmid – Speed Of Light (Jorg Schmid Remix)
18. Manian & Nicco - Tonight (Manox Remix)
19. Manian & Floorfilla – Just Another Night [Anthem 4] (Ivan Fillini Remix)
20. Manian – Ravers Fantasy (Jorg Schmid Remix)
21. Manian – Hold Me Tonight (Whirlmond Remix)

### CD 3
1. Darius & Finlay feat. Nicco – Do It All Night (Dan Winter Remix)
2. Manox – Autumn Shine
3. Black Toys – 5th Symphony
4. Ray Silver – Happy People (CCK Remix)
5. Headcase – When The Love (Ryan Thistlebeck vs. Rick M. Remix)
6. Master Blaster – Back To The Sunshine (Monday 2 Friday vs. MB Remix)
7. Rob Mayth – Feel My Love
8. Ayhouse & Tomkay feat. Tommy Clint – Still Believe (Dan Winter’s Trance In The Air Remix)
9. Ryan Thistlebeck - Rising (Zooland Bootleg Mix)
10. DJ Gollum feat. Scarlet - Poison (Empyre One Remix)
11. Partytrooperz feat. Il Caesar - Silencio
12. Basslovers United – Forever Is Over (Giorno Remix)
13. Crystal Lake – Your Style
14. Master Blaster – Let’s Get Mad (Monday 2 Friday vs. MB Remix)
15. Marc Korn vs. Trusted Playaz feat. Mel W. – Call Me (Ryan Thistlebeck Remix)
16. Azuro – Toca Me (Dan Winter Remix)
17. Mel W. – Under The Rainbow
18. Rob Mayth – Another Night
19. MG Traxx – I Like
20. Michael Newton – Wow! [Hey, Hey] (CCK Remix)
21. DJ Gollum vs. Basslovers United - Narcotic (Black Toys Remix)
22. Criss Sol & J. Foster – Every You, Every Me (DJ THT Remix)
23. Stacccato & Rainy – Move Your Body (AlexKea Remix)
24. Monday 2 Friday – Come On
25. Crystal Lake – Handzup Motherfuckers
26. Dan Winter – Was Fühlst Du
27. Basslovers United – Ghetto Supastar (DJ Gollum Remix)
28. Manian – Welcome To The Club
29. ItaloBrothers – Radio Hardcore
30. Manila pres. Partytrooperz – You’re Disgusting (RainDropz! Remix)
31. ItaloBrothers feat. Carlprit - Boom

### CD 4
1. Scarf! - Odysee
2. M.Y.C. – Moon Patrol
3. Danielle Paris – I Can’t Stand It (Cascada Remix)
4. Phalanx – I’m Alive (DJ Manian Remix)
5. DJ Cyrus – Don’t Break My Heart (M.Y.C. Remix)
6. Kareema – Cool Your Engines
7. Bulldozzer - Dance
8. Manyou – Take Me Home
9. Scale - Fight (Rob Mayth Remix)
10. Akira – Piece Of Heaven
11. Base Attack – Techno Rocker (Rob Mayth Remix)
12. Plazmatek – Star
13. M.Y.C. – Drop My Style
14. Floorburner – Kickin Da Base
15. Bulldozzer – Face The Base (Tune Up! Remix)
16. Scarf! – Club Inferno
17. Diamond - Reason (Bulldozzer Remix)
18. Manyou – Drifting Away
19. Pattern Mode - Citybeat (Tune Up! Remix)
20. Scarf! – Hithouse 1 (Tune Up! Remix)
21. M.Y.C. - Freakshow (Tune Up! Remix)
22. Floorburner – Heaven
23. Bulldozzer – Bboy MC (DJ Manian Remix)
24. Tune Up! – Ravers Fantasy